# Thomy Bourdelle
Thomy Charles Bourdelle (Parigi, 20 aprile 1891 – Tolone, 27 giugno 1972) è stato un attore francese.

## Biografia
Esordisce cinematograficamente nei primi anni venti, diretto da Henri Desfontaines. La sua carriera si svolge fino alla fine degli anni cinquanta.

## Filmografia parziale
- L'auberge rouge, regia di Jean Epstein (1923)
- En rade, regia di Alberto Cavalcanti (1927)
- Yvette, regia di Alberto Cavalcanti (1928)
- Sotto i tetti di Parigi (Sous les toits de Paris), regia di René Clair (1930)
- Fantômas, regia di Pál Fejös (1932)
- Per le vie di Parigi (Quatorze juillet), regia di René Clair (1932)
- Il testamento del dottor Mabuse (Das Testament des Dr. Mabuse), regia di Fritz Lang (1933)
- Il giglio insanguinato (Maria Chapdelaine), regia di Julien Duvivier (1934)
- Gli avventurieri di Londra (Seven Sinners), regia di Albert de Courville (1936)
- Adriana Lecouvreur (Adrienne Lecouvreur), regia di Marcel L'Herbier (1938)
- Il conte nero (Le Cavalier noir), regia di Gilles Grangier (1945)
- Il ritorno di don Camillo (Le Retour de Don Camillo), regia di Julien Duvivier (1953)
- Allarme a sud (Alerte au sud), regia di Jean Devaivre (1953)
- L'uomo e il diavolo (Le Rouge et le noir), regia di Claude Autant-Lara (1954)
- Il dado è tratto (Le Rouge est mis), regia di Gilles Grangier (1957)
- La fossa dei disperati (La Tête contre les murs), regia di Georges Franju (1959)